# PLM Auvert-Ferrand-Lokomotive
Die Auvert-Ferrand-Lokomotive war eine von den Ingenieuren Auvert und Ferrand der Compagnie des chemins de fer de Paris à Lyon et à la Méditerranée (PLM) entwickelte Versuchslokomotive für 12 kV 25 Hz Wechselstrom-Betrieb. Die Lokomotive wurde kurze Zeit auf der Strecke Cannes–Grasse eingesetzt, war aber nicht erfolgreich.

## Geschichte

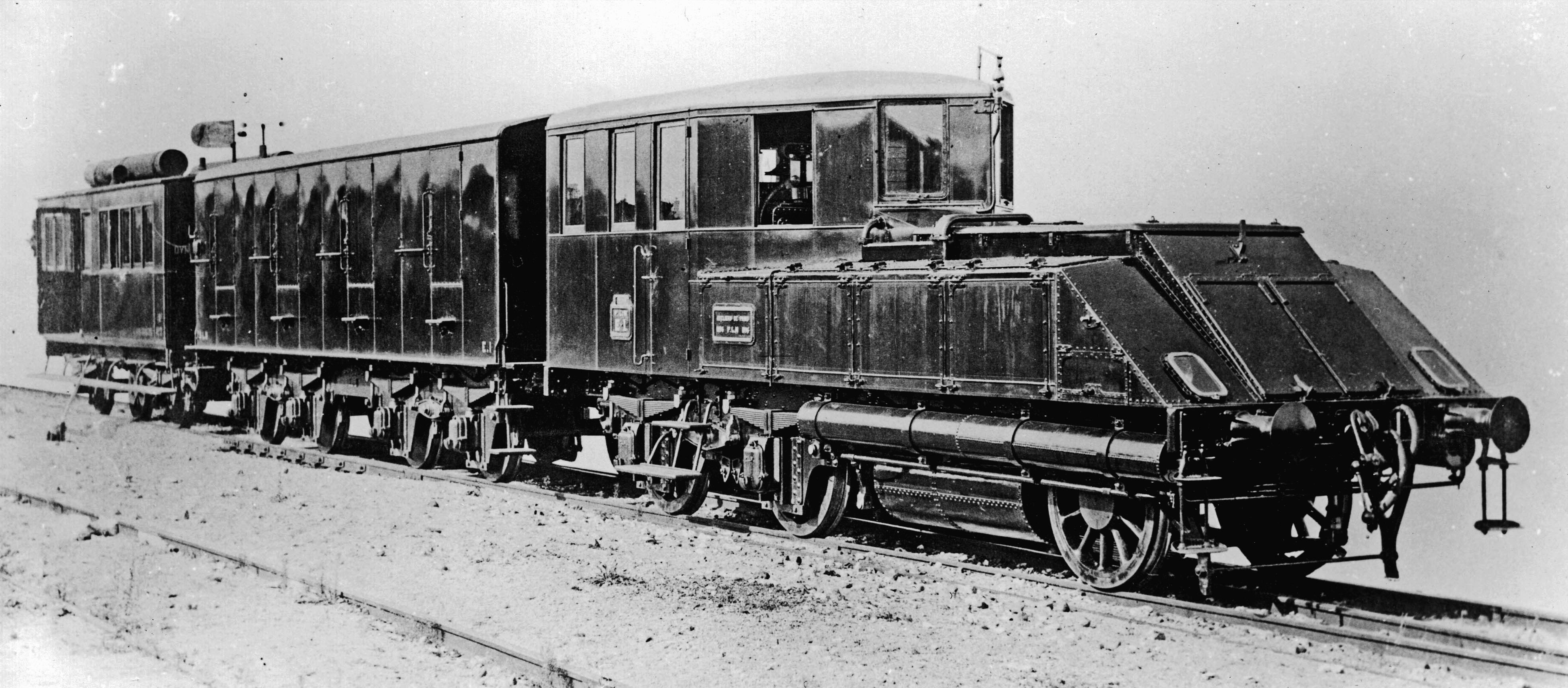
Batteriebetriebene Versuchslokomotive der PLM

Die beiden PLM-Ingenieure Auvert und Ferrand befassten sich mit der elektrischen Zugförderung. Sie arbeiteten in den 1890er-Jahren an zwei Systemen: dem reinen Batteriebetrieb und dem Betrieb mit Einphasenwechselstrom. Die 1897 in Betrieb genommene batteriebetriebene Lokomotive PLM E-1 erreichte zwar als erste elektrische Lokomotive 100 km/h, die verwendeten Bleibatterien erwiesen sich aber als zu schwach, sodass sich die Ingenieure dem Einphasenwechselstrom-System zuwendeten. Sie befassten sich wie die Maschinenfabrik Oerlikon und Harry Ward Leonard mit der Idee, den Wechselstrom aus der Fahrleitung auf der Lokomotive mit einem rotierenden Umformer in Gleichstrom umzuwandeln und den Fahrmotoren zuzuführen. Eine erste von Schneider gebaute Versuchslokomotive wurde im März 1905 am Quai de la Rapée erprobt. Ihr folgte eine wesentlich leistungsfähigere Doppellokomotive, die von der schweizerischen Firma Alioth aus Münchenstein bei Basel in Zusammenarbeit mit den Chantiers de La Buire aus Lyon gebaut wurde. Diese Lokomotive wurde von 1910 bis 1911 auf der Strecke von Cannes nach Grasse erprobt, wobei die Oberleitung von der Énergie électrique du littoral méditerranéen (EELM) mit 12 kV 25 HZ Wechselstrom versorgt wurde. Obwohl die Lokomotive die geforderte Leistung erbrachte, wurde sie als zu schwer, zu störungsanfällig und zu kompliziert für den alltäglichen Bahnbetrieb betrachtet. Eine weitere Versuchslokomotive mit einem Großmotor und Stangenantrieb wurde entworfen, die mit 12 kV 15 Hz hätte betrieben werden sollen. Sie wurde aber nicht mehr gebaut.

## Technik
Die Lokomotive war als Umformerlokomotive ausgeführt, das heißt der Strom aus der Fahrleitung wurde mittels rotierenden Umformern in Gleichstrom gewandelt, bevor er den Fahrmotoren zugeführt wurde. Sie bestand aus zwei kurzgekuppelten baugleichen Hälften, die in Mehrfachtraktion betrieben wurden. Jeder Teil besaß einen eigenen Stromabnehmer und einen eigenen Transformator mit Hauptschalter. Der Transformator setzte die Fahrleitungsspannung auf 200 V hinunter und führte sie einem Einphasenwechselstrommotor zu, der einen Gleichstromgenerator antrieb, der eine Spannung zwischen 0 und 600 V erzeugte, mit der die beiden Fahrmotoren versorgt wurden. Die Fahrmotoren waren als Gestellmotoren abgefedert im Fahrzeug untergebracht. Sie waren liegend in Längsrichtung in der Höhe der Achswellen der Radsätze angeordnet und trieben diese über ein Kegelradgetriebe mit einer elastischen Kupplung an, wobei eine Übersetzung von 1:3 verwendet wurde.    